# Bakuryū Sentai Abaranger
Bakuryū Sentai Abaranger (爆竜戦隊アバレンジャー Bakuryū Sentai Abarenjā?) (traducido como Escuadrón Explo-saurio Abaranger) es la 27.ª temporada de la franquicia Super Sentai Series producida por Toei Company y emitida en TV Asahi del 16 de febrero de 2003 al 8 de febrero de 2004, constando de 50 episodios. 

## Argumento
Los científicos piensan que hace 65 millones de años el choque de un meteorito extinguió a los dinosaurios. En realidad, dividió la Tierra en dos universos paralelos: Dino Earth (ダイノアース Daino Aazu?), una Tierra en la que los dinosaurios siguen siendo la raza superior, y la Tierra real, denominada por los residentes de Dino Earth como Another Earth (アナザーアース Anazaa Aazu?) ("Otra Tierra"). Con el tiempo, en Dino Earth surgieron las razas de los 竜人 (Ryujin?) (Gente Dragón), y los Bakuryū (爆竜?), pero estaban en guerra con los Evolien, unas entidades que surgieron del meteorito. Las dos Tierras estuvieron separadas hasta que Asuka, uno de los Ryujin, llegó a la Tierra a través de un portal dimensional. Sin embargo, los Evoliens le siguen en su nave junto a tres Bakuryū bajo su control. Mientras Tyrannosaurus, Pteranodon y Triceratops comienzan a atacar Tokio, se envía una llamada a los tres predestinados que poseen Dino Guts (ダイノガッツ Daino Gattsu?) para que alcancen los poderes que les permitirán controlar a las tres bestias. Junto a sus compañeros Bakuryū, los tres se convierten en los Abaranger para proteger su dimensión de los Evolien.

## Personajes

### Abaranger
Los Abaranger (アバレンジャー Abarenjā?) usan cierta energía espiritual llamada Dino Guts para extraer poder de sus compañeros Bakuryū y transformarse. El lema del equipo es "Los ubicuos Dino Guts"
- Ryōga Hakua (伯亜 凌駕 Hakua Ryōga?)/Aba Red (アバレッド Aba Reddo?): Es un investigador de medioambiente de 22 años de los Estados Unidos, que vive en Nagoya. Es temerario, de buen corazón y amable. Se convirtió en el tutor legal de su sobrina Mai tras la muerte de su hermano y cuñada, y hace lo que puede para criarla. Sus compañeros Bakuryū son Tyranno y Styraco.
- Yukito Sanjō (三条 幸人 Sanjō Yukito?)/Abare Blue (アバレブルー Abare Burū?): Es un quiropráctico de 21 años, y el antihéroe del equipo. Ayudará a cualquiera que le pague. Le pide a Asuka 400 millones de dólares por convertirse en Abare Blue, y Asuka le promete pagarle para su sorpresa. Su compañero Bakuryū es Tricera. Parece frío, pero tiene buen corazón, aunque nunca permite que sus sentimientos salgan del todo a la luz. También tiene muchas conexiones y puede incluso pedir la ayuda del gobierno cuando sea necesaria.
- Ranru Itsuki (樹 らんる Itsuki Ranru?)/Abare Yellow (アバレイエロー Abare Ierō?): Es una experta en tecnología de 20 años. Lo único que desea es la paz, y aunque se preparó para ser modelo, ese trabajo no le gusta, y lo dejó para trabajar en la mecánica. Le interesa cualquier dispositivo mecánico, y es capaz de construirse los suyos propios. Su compañero Bakuryū es Ptera.
- Asuka Ōno (大野 飛鳥 Ōno Asuka?)/Abare Black (アバレブラック Abare Burakku?): Es un guerrero de Dino Earth con un pasado trágico, y el último de una dinastía que luchó contra los Evolien y escapó a la Tierra. Trajo los Dino Braces y se los llevó a los Abaranger. Cuando llegó, su Dino Harp estaba rota y no podía transformarse. Perdió en sus primeras batallas porque no podía utilizar sus Dino Guts correctamente hasta que despertó su sentido de justicia. Es melancólico y delicado, con grandes expectativas que suelen quedar frustradas.
- Mikoto Nakadai (仲代 壬琴 Nakadai Mikoto?)/Abare Killer (アバレキラー Abare Kirā?): es un médico, aburrido de su vida hasta que los Bakuryū atacaron su ciudad bajo la influencia de los Evolien, y que cuidó de Ryōga herido tras la batalla. Su emoción menguó cuando los Abaranger llegaron y convirtieron a los Bakuryū en "simples chucherías". Tras la destrucción de Anomalogaris, Mikoto encontró el prototipo del dispositivo de transformación, Dino Minder, y el huevo Bakuryū de TopGaler. Así, dejó la medicina para comenzar su "juego".

### Aliados
- Emiri Imanaka (今中 笑里 Imanaka Emiri?): De mote "Emi-pon", es una estudiante de instituto. Cuando los Bakuryū llegaron a la Tierra, Emiri oyó su llamada, y estuvo a punto de convertirse en Abare Yellow. Aunque su cuerpo no pudo soportar la transformación, Emiri colabora con el equipo en lo que puede. Incluso por un breve lapso de tiempo pudo convertirse en una Abaranger llamada Abare Pink (アバレピンク Abare Pinku?), aunque sin poderes.
- Ryūnosuke Sugishita (杉下 竜之介 Sugishita Ryūnosuke?): Es el dueño del restaurante de curry Dino Casa (恐竜や Kyōryū-ya?), la base de operaciones de los Abaranger. Cuando los Bakuryū llegaron a la Tierra, Sugishita oyó su llamada, y estuvo a punto de convertirse en Abare Blue, pero su cuerpo no soportó la transformación. Amable y un apoyo, aconseja y ayuda al equipo en lo que puede.
- Mai Hakua (伯亜 舞 Hakua Mai?): Es la sobrina de cinco años de Ryōga. Sus padres murieron en un accidente de coche, y ella quedó a cuidado de su tío, a quien tiene como un padre, y a quien anima cuando lucha como Aba Red.

### Arsenal
- Dino Brace (ダイノブレス Daino Buresu?): Es el dispositivo de transformación de los tres Abaranger principales. Los Dino Plates (ダイノプレート Daino Purēto?) conectados a estos son reproducciones de las cabezas de los Bakuryū, y hablan por ellos. El comando de transformación es "Bakuryū Change!" (爆竜チェンジ! Bakuryū Chenji!?)
- Abare Mode (アバレモード Abare Mōdo?): Un aumento de poder en la que las marcas del traje sobresalen como una armadura con pinchos.
- AbaLasers (アバレイザー Abareizā?): Son las armas básicas de los tres Abaranger principales. Tienen dos modos, Gun Mode (ガンモード Gan Mōdo?), una pistola, y Sword Mode (ソードモード Sōdo Mōdo?), una espada.
- Dino Bomber (ダイノボンバー Daino Bonbā?): Es la combinación de las armas personales de los Abaranger principales.
  - Tyranno Rod (ティラノロッド Tirano Roddo?): El arma personal de Aba Red, un bastón.
  - Tricera Bunker (トリケラバンカー Torikera Bankā?): El arma personal de Abare Blue, un guantelete.
  - Ptera Daggers (プテラダガー Putera Dagā?): El arma personal de Abare Yellow, unas dagas.
- Dino Commander & Dino Harp (ダイノコマンダー＆ダイノハープ Daino Komandā ando Daino Hāpu?): los  dispositivos de transformación de Abare Black, con la apariencia de la cabeza de un braquiosaurio. El Dino Harp es un instrumento musical, que más parece una armónica. Usan el mismo comando de transformación que los otros.
- Dino Thruster (ダイノスラスター Daino Surasutā?): El arma principal de Abare Black, un estoque.
- Super Dino Bomber (スーパーダイノボンバー Sūpā Daino Bonbā?): Es la combinación del Dino Bomber con el Dino Thruster.
- Dino Minder (ダイノマインダー Daino Maindā?): Es el dispositivo de transformación de Abare Killer, con el que Top o Stego pueden comunicarse con él. Su comando de transformación es el mismo que los otros.
- Wing Pentact (ウィングペンタクト Wingu Pentakuto?): El arma principal de Abare Killer, una porra. Tiene dos modos básicos, Tact Mode (タクトモード Takuto Mōdo?) y Blade Mode (ブレードモード Burēdo Mōdo?).
- StyRiser (スティライザー Sutiraizā?): Es un arma capaz de transformar a Aba Red en Abare Max.  En Defense Mode (ディフェンスモード Difensu Mōdo?), funciona como escudo, y en Offense Mode (オフェンスモード Ofensu Mōdo?), es una espada.
- Superior Dino Bomber (スーペリアダイノボンバー Sūperia Daino Bonbā?): Es la combinación del Super Dino Bomber con el Wing Pentact.
- Ride Raptors (ライドラプター Raido Raputā?): Son unas criaturas similares a velociraptors, menos inteligentes que los Bakuryū y similares a caballos. Son el medio de transporte principal de los Abaranger. Cada Abaranger (salvo Abare Killer), tiene un Ride Raptor de su color.

### Mechas
Los Bakuryū (爆竜 Bakuryū?) son unas bestias gigantes procedentes de Dino Earth. Evolucionaron a partir de los dinosaurios y eran amistosos con los Ryūjin hasta el ataque de los Evolien. Aunque la mayoría de los huevos de Bakuryū se enviaron a la Tierra, Tyranno, Tricera y Ptera cayeron bajo el control de Evolien. Enviados a la Tierra, se embarcaron en la destrucción hasta que sus compañeros les liberaron.
- AbarenOh (アバレンオー Abaren'ō?): Es un robot fruto de la combinación de Tyranno, Tricera y Ptera. Tyranno forma el tronco, las piernas, el brazo izquierdo y la cabeza. Tricera forma el brazo derecho, y Ptera forma el casco y el pecho.
  - Bakuryū Tyrannosaurus (爆竜ティラノサウルス Bakuryū Tiranosaurusu?): De mote Tyranno (ティラノ Tirano?), es el compañero de Aba Red, y el más fuerte de los tres primeros Bakuryū. Aunque sus mandíbulas, fuerza y garras le convierten en un oponente formidable, su mejor arma es su cola, que le permite taladrar cualquier cosa. Es sabio, pero impaciente con Ryōga. Tyranno siente simpatía hacia Mai, ya que tiene sentimientos paternales. Perdió a su mujer e hijo en Dino Earth a manos de los Evolien, y urge a Ryōga a que sea un buen padre para Mai.
  - Bakuryū Triceratops (爆竜トリケラトプス Bakuryū Torikeratopusu?): De mote Tricera (トリケラ Torikera?), es el compañero de Abare Blue. Puede aguantar mucho daño de un enemigo, y al parecer tiene la fuerza suficiente para derribar todos los edificios de las afueras de Tokio. Es el más joven de los tres Bakuryū, con la voz de un preadolescente.
  - Bakuryū Pteranodon (爆竜プテラノドン Bakuryū Puteranodon?): De mote Ptera (プテラ Putera?), es la compañera de Abare Yellow, y la más rápida de los tres. Aunque puede superar la velocidad de Mach 1,2 y sus alas, pico y ondas de choque son armas efectivas, es amable y dulce.
- Bakuryū Brachiosaurus (爆竜ブラキオサウルス Bakuryū Burakiosaurusu?): De mote Brachio (ブラキオ Burakio?), es el compañero de Abare Black, y el de mayor tamaño de todos. Sabio y calmado, no le gusta pelear. Es el único Bakuryū inmune al control de Evolien, por su relación con Asuka. Vive en el fondo de la bahía de Tokio, y guarda en su interior a casi todos los demás Bakuryū hasta que se les necesita. Suele recitar conmovedores discursos poéticos cuando se dirige a la batalla.
- KillerOh (キラー王 キラーオー Kirāō?): Es el mecha personal de Abare Killer. Fruto de la combinación de Top y Stego.
  - Bakuryū TopGaler (爆竜トップゲイラー Bakuryū Toppugeirā?): De mote Top (トップ Toppu?), es un tupuxuara que destruyó una enorme ciudad de Dino Earth. Abare Killer le encontró y liberó, y así se convirtió en su compañero. Puede alcanzar velocidades de Mach 20 en batalla. Como su compañero, es un lobo solitario. A pesar de ello, se preocupa por él y está dispuesto a combinarse con los otros Bakuryū con tal de ayudarle.
  - Bakuryū Stegoslidon (爆竜ステゴスライドン Bakuryū Sutegosuraidon?): De mote Stego (ステゴ Sutego?), es un stegosaurus. Aunque estuvo un tiempo bajo el control de Abare Killer, acabó despertando, le abandonó y después solo volvería con él por su propia voluntad. Tiene una personalidad similar a la de Ptera y Dimenoko.
- Bakuryū Bachycelonagurus (爆竜バキケロナグルス Bakuryū Bakikeronagurusu?): De mote Bachycelo (バキケロ Bakikero?), este pachycephalosaurus salió del primer huevo de Bakuryū que se encontró. Tras nacer, se quedó en Dino Casa hasta que tuvo el tamaño suficiente para vivir dentro de Brachio con los otros. Es muy infantil, y parecido a Tricera. Puede combinarse con otros Bakuryū para formar un brazo de boxeo.
- Bakuryū Dimenokodon (爆竜ディメノコドン Bakuryū Dimenokodon?): De mote Dimenoko (ディメノコ?), es un dimetrodon que apareció en Kioto. Soñador, le encanta la música del Dino Harp de Asuka. Puede combinarse con otros Bakuryū para formar una sierra circular.
- Bakuryū Parasarokkiru (爆竜パラサロッキル Bakuryū Parasarokkiru?): De mote Parasa (パラサ?), es un parasaurolophus. Tiene acento español, ya que vivía en el Archipiélago Juan Fernández, hasta que siguió el olor de Asuka hasta Japón. Es un buen pianista. Puede combinarse con otros Bakuryū para formar unas tijeras.
- Bakuryū Ankyloveilus (爆竜アンキロベイルス Bakuryū Ankirobeirusu?): De mote Ankylo (アンキロ Ankiro?), es un petulante ankylosaurus. Aunque admite que no confía en los Abaranger, les ayuda cuando es necesario. Puede combinarse con otros Bakuryū para formar un taladro.
- Max OhJa (マックスオージャ Makkusu Ōja?): Es la combinación de Styraco con DinoGarry.
  - Bakuryū Styracosaurus (爆竜スティラコサウルス Bakuryū Sutirakosaurusu?): De mote Styraco (スティラコ Sutirako?), apareció ante Abare Max en lo alto de una montaña. Con él está DinoGarry (ダイノギャリー Dainogyarī?), un carro que contiene el casco de SpinoGold y las hachas de RhamphoGold. Se convirtió en el compañero de Abare Max. Al ser un Bakuryū anciano, no puede hablar con los humanos, y se comunica telepáticamente con los Abaranger.
- Killer AbarenOh (キラーアバレンオー Kirā Abaren'ō?): Es fruto de la combinación de AbarenOh con Top y Stego.
- MaxRyūō (マックスリューオー Makkusuryūō?): Es fruto de la combinación de Max Ōja con Bachycelo, Dimenoko, Parasa, Ankylo y el trío de oro, una de las más poderosas combinaciones Bakuryū.

### Formas de Vida Perversas Evolien
Las Formas de vida Perversas Evolien (邪命体エヴォリアン Jameitai Evorian?) son los villanos. Viven en una especie de castillo, el Jardín de la Invasión (侵略の園 Shinryaku no Sono?).
- Dios Viviente Perverso Dezumozorlya (邪命神デズモゾーリャ Jameishin Dezumozōrya?): Es el dios de los Evolien, una entidad parasitaria que estaba contenida en el meteorito que chocó con la Tierra. Cuando la Tierra se dividió, la esencia de Dezumozorlya se dividió entre las dos Tierras, y tomó como huésped a una criatura de cada una de ellas, transmigrando a través de los descendientes de cada uno. Se cuenta que su presencia es la que provocó la aparición de la guerra y el hambre en el mundo, y que algunos de sus huéspedes han causado estragos a lo largo de la historia de la humanidad. El objetivo de Dezumozorlya es absorber toda la vida, para lo que debe reunificar su cuerpo. En la actualidad, una parte se encuentra dentro del Árbol de la Vida, y la otra dentro de Mikoto.
- Discípula del Amanecer Lije (夜明けの教え子リジェ Yoake no Oshiego Rije?): Es el médium de  Dezumozorlya. Tiene la apariencia de una niña, y es la responsable de interconectar los dos mundos y enviar a los Evolien a la Tierra. Después de ser forzada a crecer por el poder de Dezumozorlya se convierte en Discípula del Amanecer Lijewel (夜明けの教え子リジャル Yoake no Oshiego Rijaru?)
- Mensajeros (使徒 Shito?): Son los sirvientes de segundo rango de Dezumozorlya. Usando las bayas del Árbol de la Vida crean los monstruos. Ambos eran antiguamente una entidad amebiana que se dividió en dos, que fueron evolucionando dentro del meteorito. Así, son los dos más leales a Dezumozorlya, y ponen su resurrección sobre cualquier otra cosa. A veces compiten por ganarse su favor.
  - Mensajero Creativo Mikela (創造の使徒ミケラ Sōzō no Shito Mikera?): Su nombre completo es Mikela Von Engakin Metta Kutta Demosgorlya (ミケラ・フォン・エンガキン・メッタ・クッタ・デーモスゴーリャ Mikera Fon Engakin Metta Kutta Dēmosugōrya?). Crea monstruos a partir de cuadros usando sus pinturas de tres colores. Como pintor, odia hacer una creación sin estar inspirado. Detesta a los humanos porque encuentra su arte y cultura inferiores.
  - Mensajero Visionario Voffa (無限の使徒ヴォッファ Mugen no Shito Voffa?): Es un compositor que crea los monstruos gigantes a partir de composiciones musicales con su piano. Le gusta llamarse a sí mismo Maestro del Destino, y no le gusta que nadie oiga sus composiciones si están incompletas.
  - Mensajero de la Oscuridad Geilton (闇の使徒ガイルトン Yami no Shito Gairuton?): Es el primero de los Evolien que ataca la Tierra. Originalmente era el hermano mayor de Mahoro, Mizuho, y como ella, creyó que Asuka les había traicionado al marcharse la Tierra, y que debía ser castigado. Así, renunció a su nombre, le derrotó en batalla y se hizo con la Armadura de la Oscuridad. Una vez en Another Earth, lideró el ataque con los Bakuryū, pero al ser derrotado, herido mortalmente, hizo que Jeanne le matara para que usara la Armadura y cumpliera su venganza contra Asuka.
  - Mensajera de la Destrucción Jeanne (破壊の使徒ジャンヌ Hakai no Shito Jannu?): Anteriormente conocida como Mahoro, Cuando ella y Mizuho entraron en el Palacio del Jardín para detener la lucha, Dezumozorlya le engañó haciéndole creer que Asuka la había abandonado, y tomó la idea fija de que debía matarle por traicionarla. Tras matar a Geildon, adoptó la identidad de Jannu y usó la Armadura de la Oscuridad cuando la necesitaba.
- Armadura de la Oscuridad (暗黒の鎧 Ankoku no Yoroi?): Una armadura encantada e inanimada de Dino Earth que convierte a su portador en un monstruo sin sentido empeñado en destruir todo a su paso. Si su portador es derrotado en batalla por alguien, ese alguien se convierte en su nuevo usuario. La armadura ha tenido hasta 4 usuarios en el transcurso de la serie. Asuka fue el portador original de la armadura antes del inicio de la serie hasta que fue derrotado por Geilton, convirtiéndose así en su nuevo usuario. Geildon usó la armadura al comienzo de la serie antes de pasársela a Jeanne al permitirle matarlo. Más tarde, Asuka se convirtió una vez más en el dueño de la armadura. La armadura fue usada brevemente por Mikoto.
- Soldados Barmia (バーミア兵 Baamia-hei?): Son los soldados de campo de los Evolien. Se trata de amibas evolucionadas en humanoides. Los de color negro se denominan Gelru, mientras que los blancos se denominan Zolru.

## Episodios
Los episodios de esta temporada contienen la palabra Abare (暴れ abare?) en algún lado.
1. ¡La gran carga de los dinosaurios Abare! (アバレ恐竜大進撃! Abare Kyōryū Dai Shingeki!?)
2. ¡Nacimiento! Abaren'ō (誕生! アバレンオー Tanjō! Abaren'ō?)
3. El héroe trae a su niño junto con el sistema Abare (子連れヒーローアバレ系 Kozure Hīrō Abare -kei?)
4. ¡Completa! La base secreta Abare (完成! 秘密アバレ基地 Kansei! Himitsu Abare Kichi?)
5. ¡Cura Abare! ¡Bubububuum! (アバレ治療! ジャジャジャジャーン Abare Chiryō! Jajajajān?)
6. La hija Abare con edad de ídolo (アバレアイドル老け娘 Abare Aidoru Fuke Musume?)
7. El bebé Bakuryū Abare (アバレ赤ちゃん爆竜 Abare Akachan Bakuryū?)
8. Abare Black, ¡este disparo único! (アバレブラックこの一発! Abare Burakku Kono Ippatsu!?)
9. ¡¡Despertado!! Superviviente Abare (目覚めよ! アバレサバイバー Mezame yo! Abare Sabaibā?)
10. El lazo del miembro Abare (アバレリーガー金縛り Abare Rīgā Kane-shibari?)
11. Abare Psychic. Oink. (アバレサイキック。ブヒっ。 Abare Saikikku. Buhī.?)
12. ¡Los Abare vieron cortes a través de Kioto! (アバレノコギリ、京都を斬る! Abare Nokogiri, Kyōto o Kiru!?)
13. ¡El moño Abare! (アバレてチョンマゲ! Abare -te Chonmage!?)
14. ¡Descubrimiento! Abaresaurus (発掘! アバレサウルス Hakkutsu! Abaresaurusu?)
15. El mundo Abare son solo demonios (アバレ世間は鬼ばかり Abare Seken wa Oni Bakari?)
16. ¡Montando! Abare Surfing (乗ってけ! アバレサーフィン Notteke! Abare Sāfin?)
17. El contoneo Abare del campo de batalla (戦場のアバレかっぽれ Senjō no Abare Kappore?)
18. ¿Quién es? ¡Es Abare Killer! (誰だ? アバレキラーだ! Dare da? Abarekirā da!?)
19. Saludos, Abare Amigo (よろしくアバレアミーゴ Yoroshiku Abare Amīgo?)
20. ¡KillerOh, el comienzo Abare! (キラーオー、アバレ初め! Kirāō, Abare Zome!?)
21. ¡Amor Abare! Kilokilo (アバレ恋! キロキロ Abare Koi! Kirokiro?)
22. La canción Abare de las niñas pequeñas (娘たちのアバレ歌 Musumetachi no Abare Uta?)
23. ¡Las ondas de radio Abare de Dogyūn! (アバレ電波ドギューン! Abare Denpa Dogyūn!?)
24. ¡Las colegialas Abare! In~creíble (アバレ女子高生! ありえな～い Abare Joshikōsei! Ariena~i?)
25. ¡La mejor fortuna! Abare Ema (開運! アバレ絵馬 Kaiun! Abare Ema?)
26. Diario Abare de Pesca para torpes, Domodomo (釣りバカアバレ日誌、どもども Tsuri Baka Abare Nisshi, Domodomo?)
27. Aba Red es Abare Blue (アバレッドはアバレブルー Abareddo wa Abareburū?)
28. El Abare-chan de la novia (花嫁はアバレチャン Hanayome wa Abare -chan?)
29. El discípulo egoísta, el concurso Abare (わがまま使徒、アバレ争奪戦 Wagamama Shito, Abare Sōdatsusen?)
30. ¡El mal definitivo! Formación Abarevolien (最凶! アバレヴォリアン結成 Saikyō! Abarevorian Kessei?)
31. Ese Abare, el definitivo (そのアバレ、究極につき Sono Abare , Kyūkyoku ni Tsuki?)
32. El Bakuryū Full Throttle Abare (アバレ爆竜フルスロットル Abare Bakuryū Furu Surottoru?)
33. No olvides al guerrero Abare (アバレ戦士を忘れない Abare Senshi o Wasurenai?)
34. ¡Juguemos al juego! La estrella Abare de asalto (ゲームをやろう! 突撃アバレ星 Gēmu o Yarō! Totsugeki Abare Boshi?)
35. ¡Abare Nadeshiko, siete cambios! (アバレナデシコ七変化たい! Abare Nadeshiko Shichi Henge Tai!?)
36. El primer amor, milagro Abare (初恋アバレミラクル Hatsukoi Abare Mirakuru?)
37. Sentimiento agradable, la Abare Queen (快感アバレクイーン Kaikan Abare Kuīn?)
38. La floreciente Abare Pink (花咲けるアバレピンク Hanasakeru Abare Pinku?)
39. ¡Buena suerte! Abare padre (がんばれ! アバレファーザー Ganbare! Abare Fāzā?)
40. ¡La decapitación de la Armadura Abare! (アバレ鎧を斬れ! Abare Yoroi o Kire!?)
41. Merry Abaremas! Jamejame (メリーアバレマス! ジャメジャメ Merī Abaremasu! Jamejame?)
42. La cosa escondida en el niño Abare (アバレキッドに潜みしもの Abare Kiddo ni Hisomishi Mono?)
43. ¿¡Abare Killer es inmortal!? (アバレキラーは不滅!? Abarekirā wa Fumetsu!??)
44. ¿Es el Salaryman un truco de sueño Abare? (サラリーマンはアバレ仕掛けの夢を見るか? Sararīman wa Abare Jikake no Yume o Miru ka??)
45. La rumba Abare de apertura (あけましてアバレルンバ Akemashite Abare Runba?)
46. ¡Rezando! Abare Visual-Kei (祈って! アバレビジュアル系 Inotte! Abare Bijuaru-kei?)
47. Los cinco Abarangers (5人のアバレンジャー Gonin no Abarenjā?)
48. El juego final Abare (ファイナルアバレゲーム Fainaru Abare Gēmu?)
49. ¡Abríos paso! La decisiva batalla final Abare (突入! アバレ最終決戦 Totsunyū! Abare Saishū Kessen?)
50. Cuanto más nos desatamos (アバレた数だけ Abareta Kazu Dake?)

### Películas
- Bakuryū Sentai Abaranger DELUXE: ¡El verano Abare está congelado! (爆竜戦隊アバレンジャー DELUXE アバレサマーはキンキン中! Bakuryū Sentai Abarenjā Derakkusu Abare Samā wa Kinkin Chū?): Estrenada el 23 de agosto de 2003
- Bakuryū Sentai Abaranger vs. Hurricaneger (爆竜戦隊アバレンジャーVSハリケンジャー Bakuryū Sentai Abarenjā Tai Harikenjā?): película crossover entre Abaranger y su serie predecesora Ninpū Sentai Hurricaneger. Estrenada el 12 de marzo de 2004.
- Bakuryū Sentai Abaranger 20th: The Unforgivable Abare (爆竜戦隊アバレンジャー 20th　許されざるアバレ Bakuryū Sentai Abarenjā Tuentīsu Yurusarezaru Abare?): Estrenado en forma limitada en cines el 1 de septiembre del 2023, que tiene lugar veinte años después del final de la serie y fue escrita por Naruhisa Arakawa y dirigida por Hisashi Kimura. Estará disponible en DVD y Bluray el 27 de marzo del 2024.

## Reparto
- Ryōga Hakua: Koichiro Nishi
- Yukito Sanjō: Sho Tomita
- Ranru Itsuki: Aiko Itō
- Asuka: Kaoru Abe
- Mikoto Nakadai: Kōtaro Tanaka
- Emiri Imanaka: Michi Nishijima
- Ryūnosuke Sugishita: Kōen Okumura
- Mai Hakua: Maya Banno
- Bakuryū Tyrannosaurus: Takashi Nagasako
- Bakuryū Triceratops: Kōki Miyata
- Bakuryū Pteranodon: Emi Shinohara
- Bakuryū Brachiosaurus: Banjō Ginga
- Bakuryū TopGaler: Hikaru Midorikawa
- Bakuryū Stegoslidon: Hiroshi Iida
- Bakuryū Bachycelonagurus: Sayaka Aida
- Bakuryū Dimenokodon: Daisuke Kishio
- Bakuryū Parasarokkiru: Kōzō Shioya
- Bakuryū Ankyloveilus: Akemi Misaki
- Dios Viviente Perverso Dezumozorlya: Masaharu Satō
- Discípula del Amanecer Lije: Kasumi Suzuki
- Discípula del Amanecer Lijewel: Maki Ogawa
- Mensajero Creativo Mikela: Bunkō Ogata
- Mensajero Visionario Voffa: Hidenari Ugaki
- Mensajero de la Oscuridad Geilton: Masashi Kagami
- Mensajera de la Destrucción Jeanne: Eri Sakurai

## Temas musicales

### Tema de apertura
- Bakuryū Sentai Abaranger (爆竜戦隊アバレンジャー Bakuryū Sentai Abarenjā?)
  - Letra: Yumi Yoshimoto
  - Música: Takafumi Iwasaki
  - Arreglos: Seiichi Kyōda
  - Intérprete: Masāki Endō

### Tema de cierre
- We are the ONE ~Bokura wa Hitotsu~ (We are the ONE ～僕らはひとつ～?)
  - Letra: Yumi Yoshimoto
  - Música: Yasuo Kosugi
  - Arreglos: Seiichi Kyōda
  - Intérprete: Akira Kushida